# گروه هفت
گروه هفت (G7) یک مجمع سیاسی و اقتصادی بین‌دولتی است که شامل کانادا، فرانسه، آلمان، ایتالیا، ژاپن، بریتانیا و ایالات متحده می‌شود؛ علاوه بر این، اتحادیه اروپا به‌عنوان «عضو غیررسمی» در آن حضور دارد. این گروه بر اساس ارزش‌های مشترک مانند کثرت‌گرایی فرهنگی، لیبرال دموکراسی و دولت نیابتی شکل گرفته است. اعضای G7 از اقتصادهای پیشرفته مهم صندوق بین‌المللی پول هستند.
G7 که از گردهمایی موقت وزرای دارایی در سال ۱۹۷۳ آغاز شد، از آن زمان به یک مجمع رسمی و برجسته برای بحث و هماهنگی در مورد مسائل جهانی مهم، به‌ویژه در زمینه‌های تجارت، امنیت، اقتصاد و تغییر اقلیم تبدیل شده است. سران دولت یا کشور هر عضو، همراه با رئیس کمیسیون اروپا و رئیس شورای اروپایی، سالانه در اجلاس G7 دیدار می‌کنند؛ سایر مقامات ارشد G7 و اتحادیه اروپا نیز در طول سال جلساتی برگزار می‌کنند. نمایندگان سایر کشورها و سازمان‌های بین‌المللی اغلب به‌عنوان مهمان دعوت می‌شوند، با این حال روسیه که از سال ۱۹۷۷ تا ۲۰۱۴ به‌عنوان بخشی از G8 عضو رسمی بود، در سال ۲۰۱۴ اخراج شد.
G7 بر اساس معاهده‌ای شکل نگرفته و دبیرخانه یا دفتر دائمی ندارد. این گروه از طریق ریاست دوره‌ای که سالانه بین کشورهای عضو می‌چرخد، سازمان‌دهی می‌شود و کشور رئیس اولویت‌های گروه را تعیین کرده و میزبان اجلاس است؛ کانادا در سال ۲۰۲۵ ریاست را بر عهده دارد. اگرچه G7 فاقد پایه قانونی یا نهادی است، اما به‌طور گسترده به‌عنوان گروهی با نفوذ بین‌المللی قابل‌توجه شناخته می‌شود؛ این گروه چندین ابتکار جهانی مهم را ترویج یا رهبری کرده است، از جمله تلاش‌ها برای مبارزه با همه‌گیری HIV/AIDS، ارائه کمک مالی به کشورهای در حال توسعه و مقابله با تغییرات اقلیمی از طریق توافق پاریس در سال ۲۰۱۵. با این حال، این گروه از سوی ناظران به دلیل عضویت منسوخ و محدود، نمایندگی جهانی ناکافی و ناکارآمدی مورد انتقاد قرار گرفته است. برای مثال، ظهور گروه بریکس+ با عضویت گسترده‌تر و تمرکز بر همکاری جنوب–جنوب، نشان‌دهنده تغییر گسترده‌تر در پویایی قدرت جهانی است که در آن اقتصادهای نوظهور نفوذ بیشتری در امور بین‌المللی به دست می‌آورند.
کشورهای G7 در مجموع جمعیتی حدود ۷۸۰ میلیون نفر (تقریباً ۱۰ درصد جمعیت جهان) دارند، حدود ۵۰ درصد از ارزش خالص اسمی جهانی را در اختیار دارند و تا سال ۲۰۲۴ بیش از ۴۴ درصد از تولید ناخالص داخلی اسمی جهان و حدود ۳۰ درصد از تولید ناخالص داخلی جهان بر اساس برابری قدرت خرید را تشکیل می‌دهند.

## رهبران گروه هفت

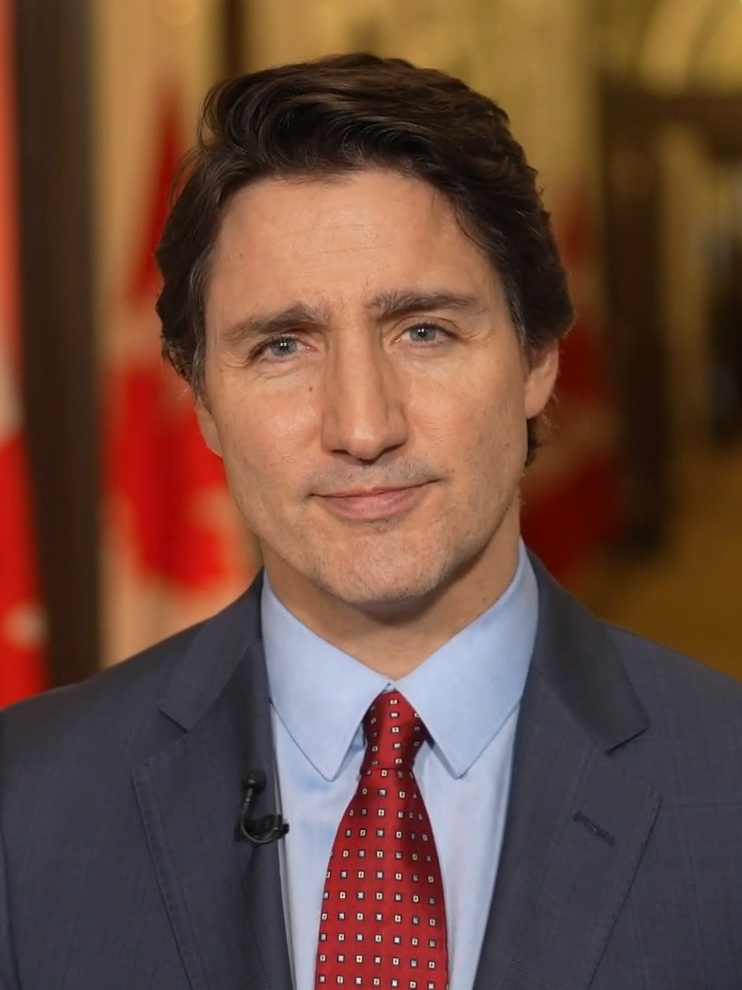
کانادا جاستین ترودو، نخست‌وزیر
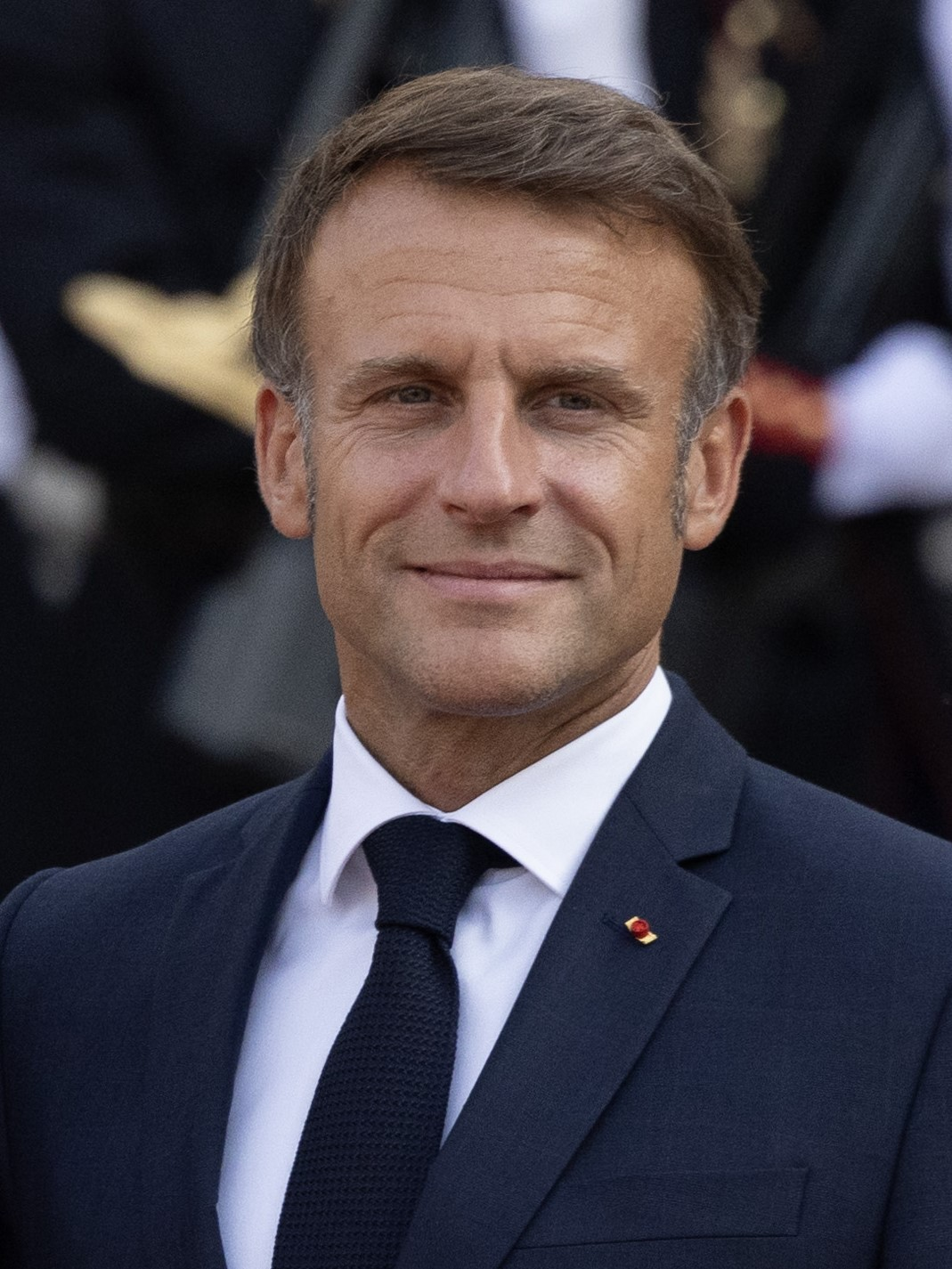
فرانسه امانوئل مکرون، رئیس‌جمهور
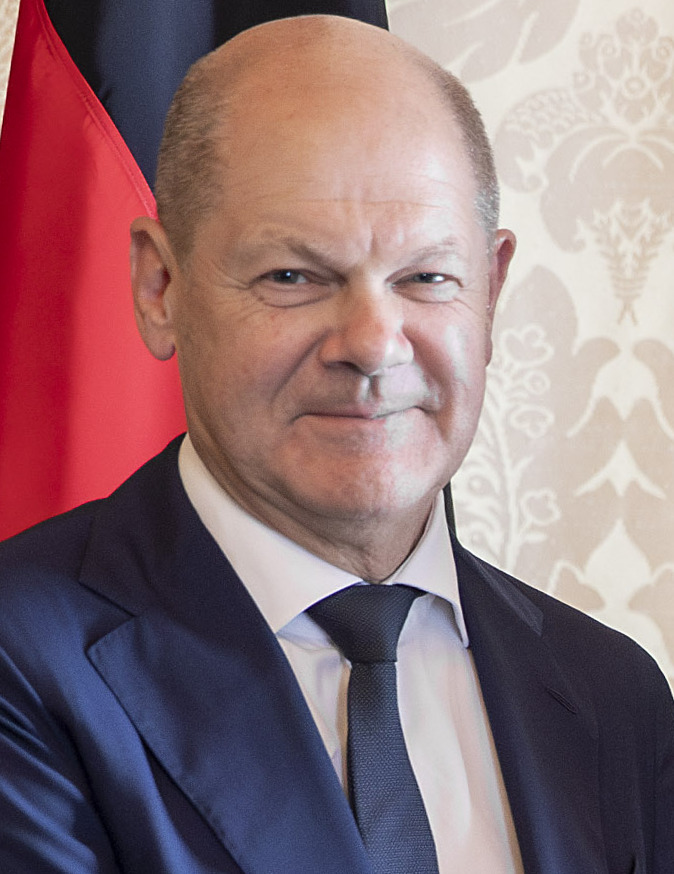
آلمان اولاف شولتس، صدراعظم
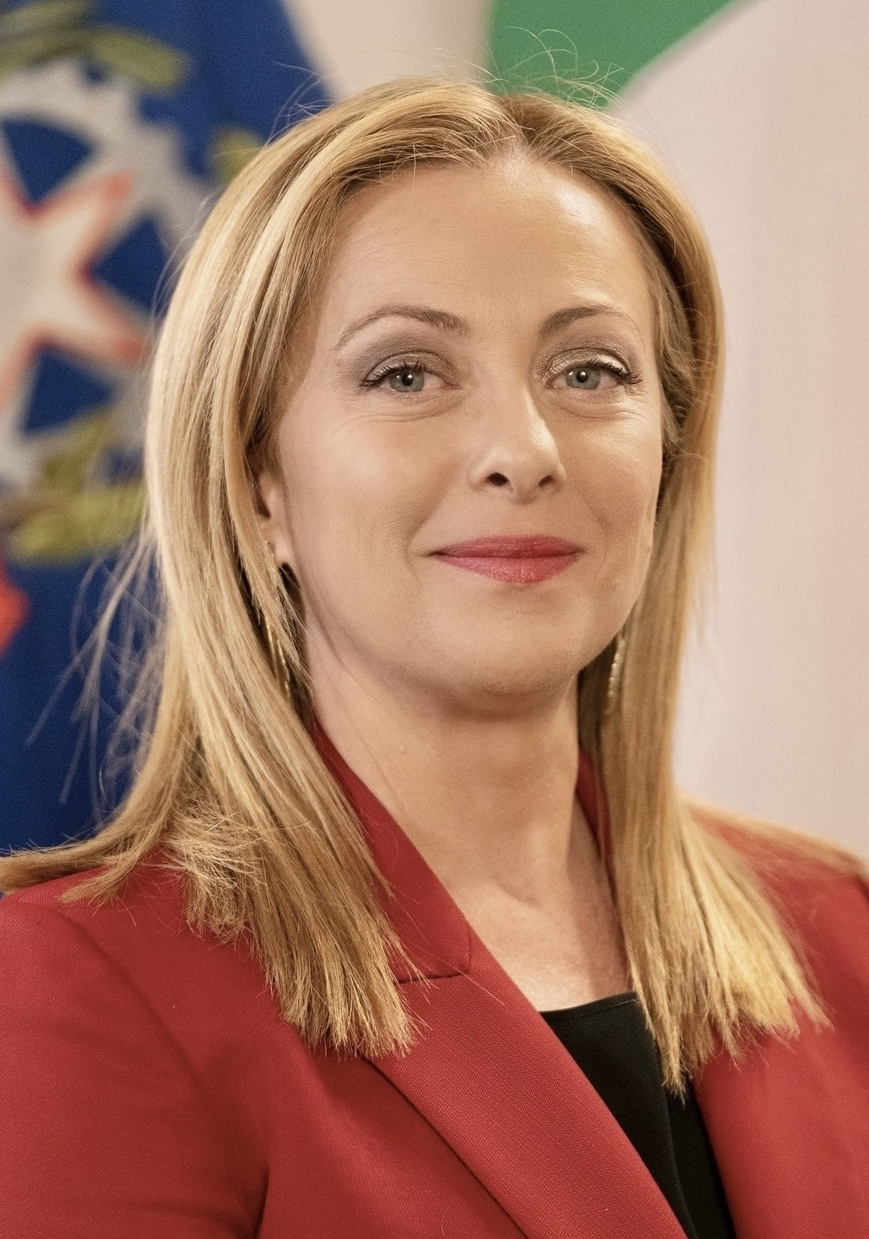
ایتالیا جورجا ملونی، نخست‌وزیر
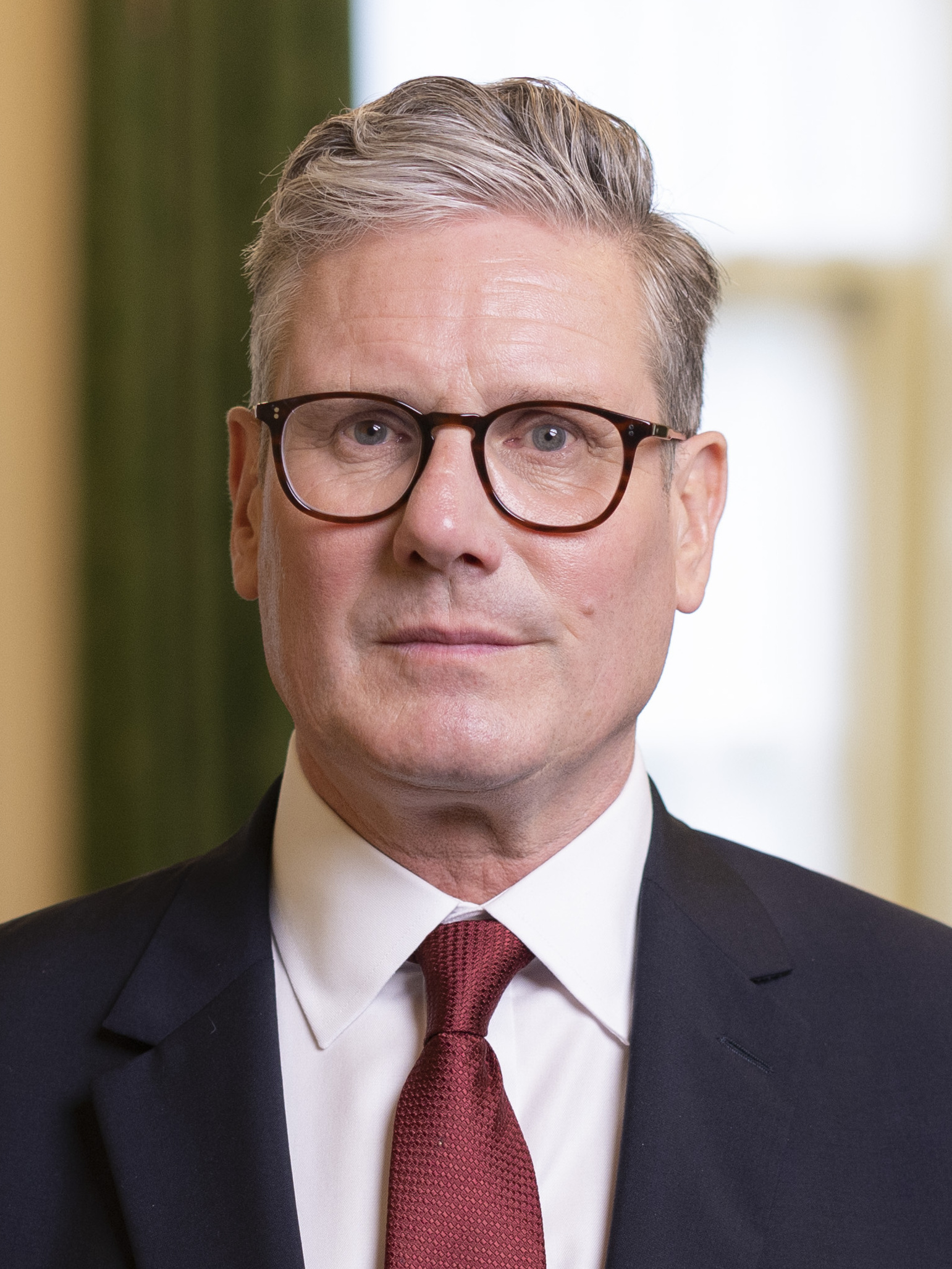
بریتانیا کی‌یر استارمر، نخست‌وزیر
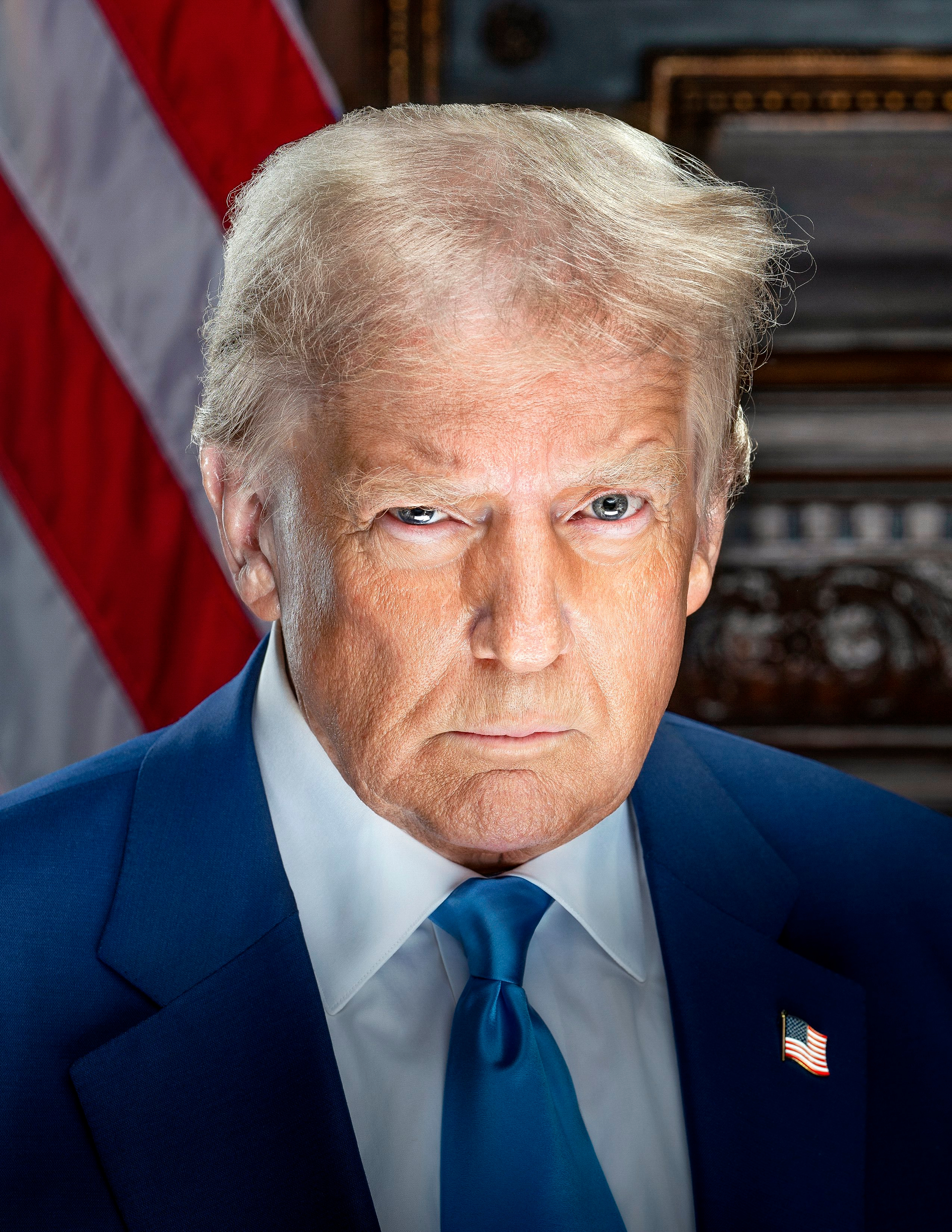
ایالات متحده آمریکا دونالد ترامپ، رئیس‌جمهور
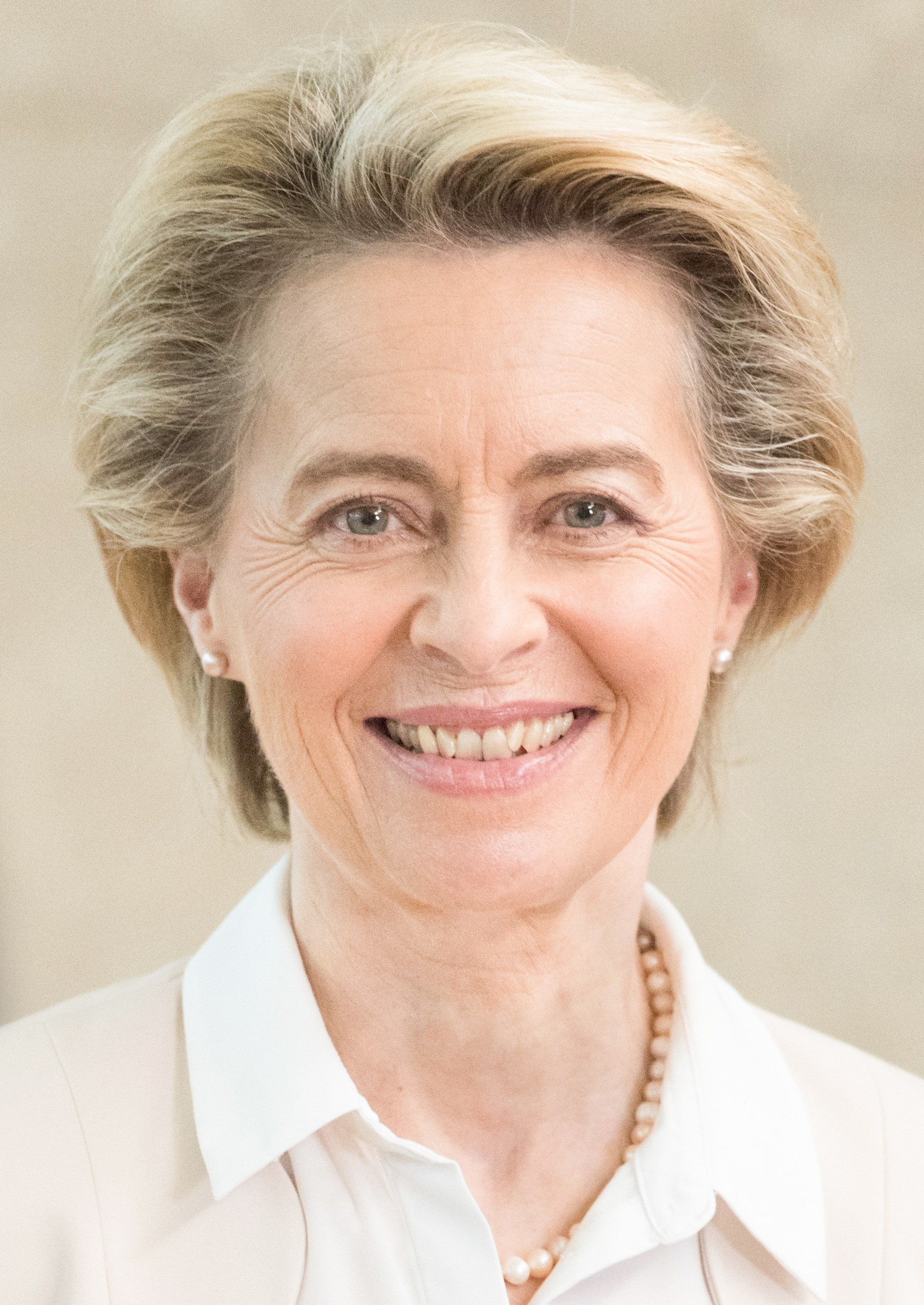
' اورسولا فون در لاین، رئیس کمیسیون اروپا
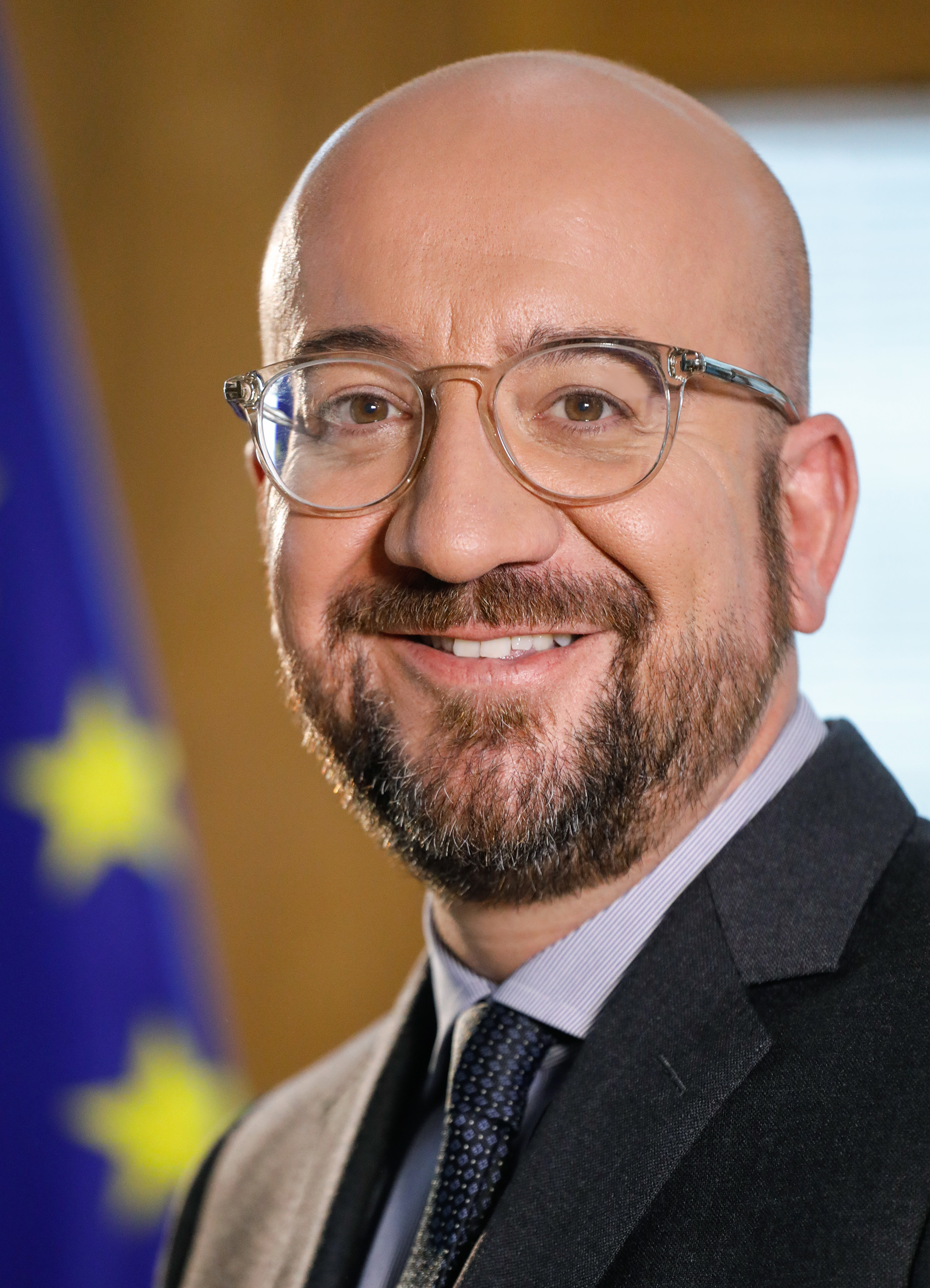
' شارل میشل، رئیس شورای اروپا
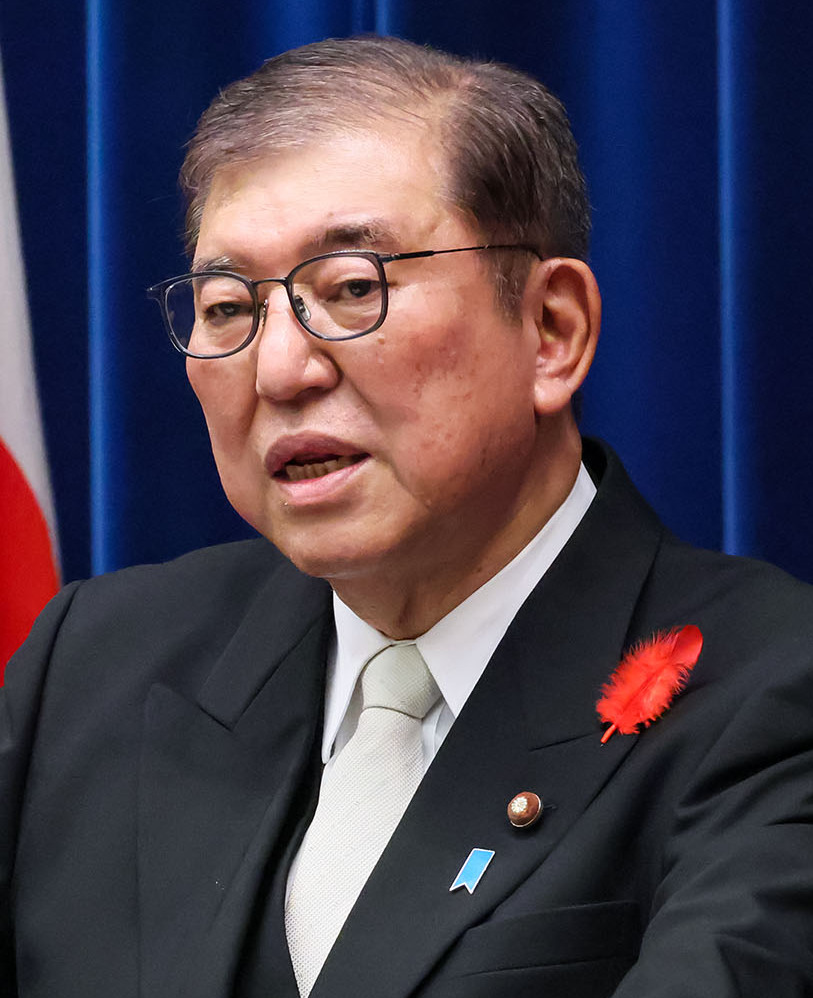
JPN شیگرو ایشیبا، نخست‌وزیر

- اتحادیه اروپا

اورسولا فون در لاین، رئیس کمیسیون اروپا
- اتحادیه اروپا

شارل میشل، رئیس شورای اروپا
- ژاپن
شیگرو ایشیبا، نخست‌وزیر

## تاریخچه

### پیوستن کانادا
تا سال ۱۹۷۶ این گروه شش عضو داشت. در سال ۱۹۷۶ با پیوستن کانادا به جمع کشورهای عضو، این گروه به «گروه هفت» (G7) تبدیل گردید.

## اجلاس سران
اجلاس سالانه سران گروه ۷ با حضور رؤسای دولت‌های عضو برگزار می‌شود. کشوری که ریاست سالانه جی۷ را برعهده دارد، مسئول برنامه‌ریزی برای سازماندهی و میزبانی اجلاس سران است.
به‌طور کلی هر کشوری هر هفت سال یک بار میزبان این اجلاس سالانه است.
علاوه بر اجلاس سالانه سران که در ژوئن یا ژوئیه برگزار می‌شود، تعدادی از جلسات دیگر ممکن است در طول سال برگزار شوند. به عنوان مثال، در سال ۲۰۲۱، جلساتی با موضوعاتی متفاوت در تاریخ‌های گوناگون برگزار شدند.
- امور مالی (۴ تا ۵ ژوئن ۲۰۲۱)
- محیط زیست (۲۰ تا ۲۱ مه ۲۰۲۱)
- بهداشت (۳ تا ۴ ژوئن ۲۰۲۱)
- تجارت (۲۷ تا ۲۸ مه ۲۰۲۱)
- امور داخلی (۷ تا ۹ سپتامبر ۲۰۲۱)
- دیجیتال و فناوری (۲۸ تا ۲۹ آوریل ۲۰۲۱)
- توسعه (۳ تا ۵ مه ۲۰۲۱)